# 達維特·納爾馬尼亞
达维特·纳尔马尼亚（1979年3月7日—）是一位喬治亞政治家，現任提比里斯市長。他也是一位經濟學家。在2014年7月1日的喬治亞地方選舉中，他當選提比里斯市長。